# Travis Mayweather
„Travis Mayweather” este un personaj fictiv din serialul TV Star Trek: Enterprise din franciza Star Trek. 
Este interpretat de Anthony Montgomery.
Un „copil al spațiului”, navigatorul Travis Mayweather este unic pe nava Enterprise deoarece este născut în spațiu. Fiul unui căpitan de cargobot, Travis cunoaște multe specii extraterestre și locațiile pe care comercianții pământeni le frecventează. Pe măsură ce Enterprise se îndepărtează de Pământ, cunoștințele sale în această privință își pierd importanța, dar competența sa ca navigator este apreciată constant, el fiind ales ca pilot pentru multe misiuni.